# Albert Konrad Burmester
Albert Konrad Burmester (* 11. März 1908 in Bremen; † 19. März 1974 in Bremen) war ein deutscher Bootsbauer und Schriftsteller, der zumeist unter den Pseudonymen Axel Berger und Geo Barring veröffentlichte.

## Biografie
Burmester wuchs in Bremen auf, besuchte dort die Volksschule und erlernte den Beruf des Bootsbauers. Er war im Familienunternehmens Burmester Werft in Bremen und Swinemünde tätig. Nach dem Krieg betätigte er sich kurzzeitig wieder als Bootsbauer, bevor er sich ab 1949 ganz auf das Schreiben verlegte.
Bekannt wurde er vor allem als Verfasser deutscher Westernromane, von denen er 350 Stücke von 1935 bis 1974 schrieb. Zunächst hatte er ab 1935 einige Science-Fiction-Romane verfasst, bevor er sich den Western zuwendete. In den 1950er und 1960er Jahren war er einer der populärsten der deutschen Westernautoren und wurde dabei von den Verlagen auch häufig als „der Altmeister“ des Genres vermarktet. Alle seine Werke wurden als Leihbücher erstveröffentlicht, einige wenige eventuell auch als Taschenbuch in den später 60er und frühen 70er Jahren, jedoch wurden auch diese zeitnah als Leihbuch herausgegeben. Ein sehr großer Anteil der Leihbücher erschien im Verlag Alfred Mülbüsch ab 1950, und die Erstausgaben ab 1957 sogar ausschließlich dort.
In meist gekürzten Romanheften wurden seine Western in den Heftreihen Bastei-Wildwest-Romane, Silber Western, Western-Express, Rodeo-Western, Colorado Western Story,Top-Western-Express u. a.seit 1954 immer wieder nachgedruckt. Ab 1980 erschien im Kelter Verlag sogar noch eine Autorenreihe, die es auf immerhin 80 Ausgaben brachte. Einige seiner Romane wurden auch übersetzt.
Burmesters bevorzugte Pseudonyme waren Axel Berger und Geo Barring. Unter Barring erschienen auch seine ersten beiden SF Romane, während die weiteren dann direkt unter Albert K. Burmester veröffentlicht wurden. Zwei weitere Pseudonyme waren Alex Reberg (ein Anagram von Axel Berger) und Hans Lander, beide wurden jedoch ausschließlich für Nachdrucke verwendet.

## Werke

### Western (Auswahl)
- 1935: Der Kuguar, Sauerberg, Hamburg, DNB 572573545
- 1936: Kid Eternays Todesritt, Burmester, Hamburg, DNB 572573774
- 1937: Pferdejäger Kenneth, Burmester, Hamburg, DNB 572573537
- 1938: Die Goldjäger, Eden Verlag, DNB 572573456
- 1938: Camp 26, Eden Verlag, DNB 572573340
- 1939: Die lange Fährte, Eden Verlag, DNB 572573405
- 1939: Der Schrecken der Wüste, Eden Verlag, DNB 572573677
- 1940: Verrat in der Giraudsenke, Eden Verlag, DNB 572573804
- 1949: Das Mädchen aus der Grenzbar, Pinguin Verlag, DNB 57257357X
- 1950: Pelzschmuggler, Liebel Verlag, DNB 450373339
- 1951: Jim Cornal, der Geächtete, Mülbüsch, Castrop-Rauxel, DNB 572573359
- 1951: Der Stopper, Dörner Verlag, Düsseldorf
- 1952: Drei schwarze Masken, Netsch Verlag
- 1953: Der Todesruf, Dörner Verlag, Düsseldorf
- 1954: Marshal Duane,  Mülbüsch, Castrop-Rauxel
- 1954: Der Stern von Santa Fe, Mülbüsch, Castrop-Rauxel, DNB 572573723
- 1955: Ruf aus dem Westen, Dörner Verlag, Düsseldorf
- 1956: Blitzende Grenzen, Mülbüsch, Castrop-Rauxel, DNB 910860963
- 1956: Feuerblume, Dörner Verlag, Düsseldorf
- 1957: Texasblut, Mülbüsch, Castrop-Rauxel, DNB 910837074
- 1957: Land ohne Echo, Mülbüsch, Castrop-Rauxel, DNB 910883157
- 1957: Gruppe Chester, Mülbüsch, Castrop-Rauxel, DNB 840882181
- 1958: Der Siedler-Cowboy, Mülbüsch, Castrop-Rauxel, DNB 910860114
- 1959: Reiter der Ferne, Mülbüsch, Castrop-Rauxel, DNB 790131269
- 1960: Im Land des Windes, Mülbüsch, Castrop-Rauxel, DNB 910882274
- 1961: Offene Weide, Mülbüsch, Castrop-Rauxel, DNB 780490673
- 1961: Todeszone, Mülbüsch, Castrop-Rauxel, DNB 910837066
- 1961: Die Nachtreiter, Mülbüsch, Castrop-Rauxel, DNB 910863032
- 1962: Gold der Weide, Mülbüsch, Castrop-Rauxel, DNB 790131498
- 1963: Der Renegat, Mülbüsch, Castrop-Rauxel, DNB 910836906
- 1964: Rinder für Posten „V“, Mülbüsch, Castrop-Rauxel, DNB 790131102
- 1965: Saloon Nr. 66, Mülbüsch, Castrop-Rauxel, DNB 790131544
- 1965: Zwischen zwei Grenzen, Mülbüsch, Castrop-Rauxel, DNB 790131447
- 1966: Der Wüstenposten, Mülbüsch, Castrop-Rauxel, DNB 910859973
- 1967: Der bucklige Reiter, Mülbüsch, Castrop-Rauxel, DNB 910857067
- 1967: Die letzte Sonne, Mülbüsch, Castrop-Rauxel
- 1968: Der Rancho Seco, Indra Verlag, Castrop-Rauxel, DNB 36340581X
- 1969: Der Ruf aus Denio, Mülbüsch, Castrop-Rauxel, DNB 910857040
- 1969: Er kam aus Bandera, Mülbüsch, Castrop-Rauxel, DNB 910860920
- 1970: Der Brigant, Mülbüsch, Castrop-Rauxel, DNB 910888108
- 1971: Manuelo, Mülbüsch, Castronis, Bremen, Burmester, DNB 572573375
- 1971: Shadock, Mülbüsch, Castrop-Rauxel, DNB 910861978
- 1972: Wildfeuer, Mülbüsch, Castrop-Rauxel
- 1973: Er hieß Barry, Mülbüsch, Castrop-Rauxel, DNB 910862869
- 1974: Vier Gräber, Mülbüsch, Castrop-Rauxel

### Science Fiction
(meistens mit dem Untertitel Technischer Zukunftsroman)
- 1935: Panzerfort Nova Atlantis meutert, Bremen, Burmester, DNB 572573596
- 1935: Erdball in Ketten, Bremen, Burmester, DNB 572573383
- 1936: Der Damm von Amazonis, Bremen, Burmester, DNB 572573375
- 1937: Die Stadt im Krater, Bremen, Burmester, DNB 572573715
- 1938: Die Erde reißt, Bremen, Burmester, DNB 450373193
- 1938: Die Sonne Sixa, Bremen, Burmester, DNB 572573693
- 1954: Rohrbahn Nord, Mülbüsch, Castrop-Rauxel, DNB 770154506